# 德韦塞卢
德韦塞卢（Deveselu）是罗马尼亚奥尔特县下属的一个乡，它由两个村庄组成。2011年人口为3157人。當地於1537年的一份文獻中首次被提及。此地的空军基地部署有美國海軍的陆基宙斯盾战斗系统。